# Control (procedimiento administrativo)
El control es una de las etapas que forman el proceso administrativo, en la cual se puede tener una información más precisa de lo que sucede.
Es la función administrativa que consiste en medir y corregir el desempeño individual y organizacional para asegurar que los hechos se ajusten a los planes y objetivos de las empresas. Implica medir el desempeño contra las metas y los planes, muestra donde existen desviaciones con los estándares y ayuda a corregirlas.
En términos generales, consiste en cerciorarse de verificar que todo esté ocurriendo o se esté haciendo conforme al plan desarrollado en las etapas tempranas del proceso de administración de acuerdo con las instrucciones emitidas y los principios establecidos. Y, a través de esto, en poder saber si es preciso emprender las acciones necesarias para eliminar los errores o desviaciones que puedan presentarse en el proceso.
También la definición de control se puede ver de dos formas:
- La primera es la que deriva de la idea de “supervisión”, donde controlar significaría verificar que las cosas se desarrollan de acuerdo a lo que se desea.
- La segunda es la que va asociado a la idea de “dominio”, donde controlar es dominar, y tal dominio debe ejercerse antes o al mismo tiempo que la supervisión.

Dejando en definitiva el control como toda acción correctiva que, a partir de la comparación entre el estado real y una meta o estándar predefinido, busca reducir o eliminar las desviaciones entre sí.

## Objetivo
Su objetivo es que todo se realice como lo planeado y organizado, tomando en cuenta las órdenes dadas, para así identificar los errores y desvíos de dicho plan y lograr corregirlos.
"Control" y "dominio" difieren en forma sustancial. Ejemplo: cuando se ordena a un niño que deje de deslizarse por la baranda de la escalera para bajar desde su habitación se le domina; cuando se le construye un tobogán paralelo adjunto a la mencionada baranda para que baje deslizándose sin peligro se Controla el suceso. "Dominio" tiene una implicación discrecional, "control" tiene una implicación sistemática.

## Importancia
El control es de suma importancia ya que incluso el mejor de los planes puede ser desviado y puede no cumplirse según lo deseado: es importante tanto para mantener el control de los planes que se deben cumplir como para vigilar los cambios de ambiente y cómo se desarrollan los trabajadores en el ámbito laboral. El control puede servirnos para: crear y obtener una mejor calidad, enfrentarse a los cambios, agregar valor a los productos o servicios que se producen en dicha empresa y facilitar el trabajo en equipo.

## Procesos
- Establecimiento de estándares e indicadores: Se encarga de que todos los resultados coincidan con los planeado.

- Medición y detección de desviaciones: Mide la ejecución y los resultados mediante unidades de medida, con el fin de detectar desviaciones.

- Medición de resultados:  Para este proceso se necesitan tener indicadores los cuales permiten medir las actividades.

- Comparación de los resultados con los estándares: Compara los resultados de la medición con los estándares.

- Evaluación de resultados y toma de acciones: En este proceso el control se encarga de evaluar todas las actividades de las organizaciones.

- Retroalimentación y reinicio del proceso de control: Se encarga de revisar las actividades realizadas para evaluar los resultados e implementar la toma de decisiones.

Existen tres tipos de controles administrativos preventivos, concurrentes y de alimentación. Cada uno de ellos es relevante  en una fase diferente  del ciclo de las actividades de entrada- operación – salida de la organización. Y todos cumplen un papel muy importante  en la búsqueda de productividad a largo plazo y de desempeño elevado.
Control preventivo: También llamados controles preliminares, se realizan antes de que se realice una actividad de trabajo. Aseguran que los objetivos  sean claros  que establezcan el rumbo adecuado y que estén disponibles lo recursos apropiados Se encuentran en lo que sucede  durante el proceso  de trabajo llamados  a veces controles de dirección, monitorean las operaciones y actividades en curso para asegurar que las cosas se hagan de acuerdo con lo planeado.
Controles de retroalimentación: Se implementan después de que el trabajo  esta terminado. Se concentran en la calidad de los resultados finales y no en las entradas y procesos.
El control preventivo es de responsabilidad exclusiva de cada organización como parte integrante de sus propios sistemas de control interno. El control preventivo siempre es interno. Ya que los administradores de cada empresa son responsables de asegurar que el control preventivo esté integrado dentro de los sistemas administrativos y financieros, y sea efectuado por el personal interno responsable de realizar dicha labor.
Los controles concurrentes, son los que se realizan mientras se desarrolla una actividad. La forma más conocida de este tipo de control es la supervisión directa. En la actualidad, los sistemas computarizados pueden ser programados para brindar al operador una respuesta inmediata si comete un error, o si se ha procesado una información equivocada, los controles concurrentes del sistema rechazarán la orden y le dirán donde se encuentra el error. 
Los controles posteriores, son los que se llevan a cabo después de la acción. De esta forma, se determinan las causas de cualquier desviación del plan original, y los resultados se aplican a actividades futuras similares. Por ejemplo, en las Auditorias Contables, estadística, contabilidad, etc.

## Ventajas
- Permite descubrir y localizar las fallas y los errores a tiempo.
- Ayuda a mantener la disciplina de los subordinados, que los jefes están obligados a mantener.
- Permite establecer el grado de responsabilidad del personal culpable de la falla o la irregularidad.
- A través del control, los altos funcionarios o directivos se mantienen permanentemente informados de todo lo que acontece en la institución.

## Etapas
Establecimiento de Estándares: Un estándar es una unidad de medida que sirve como modelo o patrón sobre el cual se efectúa el control y son el parámetro sobre el que fijamos los objetivos de la empresa. Los estándares no deben solamente limitarse a establecer niveles operativos de los trabajadores, también deben abarcar las funcione básicas y áreas clave de resultados, los cuales serían:
- Rendimiento de Beneficios: Es la utilidad que obtenemos de comparar estos con la inversión de capital necesaria para llevar a cabo el proceso productivo.
- Posición en el Mercado: Son estándares que se utilizan para determinar la aceptación de algún producto lanzado al mercado, con base al proceso de comercialización empleado a dicho efecto.
- Productividad: Esta se aplica tanto en el área de producción como en todas las áreas que conforman la empresa, habiendo sido obtenida sobre la base de los estándares horas-máquina y horas-hombre.
- Calidad de Producto: Esta se establece para verificar la superioridad referente a la calidad de nuestro producto en comparación con el de la competencia.
- Desarrollo del Personal: Es el estándar enfocado al elemento humano, concerniente a su desenvolvimiento en la empresa, sobre la base de los programas de desarrollo.
- Evaluación de la actuación: Este determina los límites de productividad del elemento humano en la empresa.

Medición de los Resultados: En esta etapa se miden los resultados contra lo que se está ejecutando aplicando unidades de medida que deben haber sido definidas según los estándares establecidos con anterioridad. Para llevar a cabo lo anterior es necesario apoyarnos en los sistemas de información de la empresa, y para que el proceso de control resulte efectivo la información que obtengamos debe ser totalmente confiable, oportuna, y que fluya por los canales idóneos de la comunicación.
Al realizar la medición y obtención de la información arriba señalada, es conveniente comparar los resultados medidos con los estándares previamente fijados, obteniendo así las posibles desviaciones, mismas que deben reportarse inmediatamente. Las unidades de medida normalmente aplicables son: tiempo por pieza producida, porcentaje de material rechazado, horas-máquina utilizada.
Corrección: Es cuando detectamos alguna falla en el proceso y debemos verificar donde está el mal, cómo se produjo, quién es el responsable y así tomar las medidas de corrección pertinentes.
En la medición de resultados encontramos desviaciones en relación con los estándares, es conveniente hacer el ajuste o corrección correspondiente. Normalmente las tendencias correctivas a los controles las asume el ejecutivo de la empresa, pero antes de llevar a cabo el proceso conviene conocer si la desviación es un síntoma o una causa. Podemos ejemplificar lo anterior cuando un producto en el mercado disminuye su venta, lo que es un indicio de que algo se ha ejecutado mal sobre la base de lo planeado: entonces la primera actitud para contrarrestar la poca demanda del producto no es precisamente elevar el número de vendedores o someterlos a capacitación, sino analizar detalladamente si esa descenso no se deberá a una mala calidad del producto o a que el proceso de comercialización ha sido demasiado raquítico.
Retroalimentación: Es el proceso mediante el cual la información que se obtiene en el control se ajusta al sistema administrativo con el paso del tiempo. Esto dependerá en gran medida de la calidad de la información que se obtenga para que la retroalimentación surta efecto en el proceso y en las actividades.

## Clasificación
Según la oportunidad con que se practica:
- Previo o a priori: Es cuando el control se realiza antes que la acción se cumpla. Este tipo de control suele ser criticado ya que dicen que le resta dinamismo a la acción y les quita la iniciativa a las personas.
- Posterior: Es cuando el control se realiza después de que la acción se haya cumplido. Este control se basa en un conjunto de normas que el personal debe conocer, aceptar y respetar y estén dispuestas a cumplirlas; si el personal sabe que lo van a controlar hace que realicen mejor sus labores haciendo que se esmeren en ser más dinámico y ágiles.

De acuerdo a la cobertura de la materia que se controla:
- Total: Este tipo de control se aplica a toda la materia, a todos los actos, hechos y personas.
- Selectivos: Este control se aplica únicamente a una parte de la materia, hechos, actos y personas; esta forma es de bajo costo y debe ser sorpresivo, es decir, que las personas no se enteren de que las están controlando.

De acuerdo a la forma de operar:
- Automático: Este control se efectúa por sí solo a través de máquinas computarizadas y programas de automatización.
- Por resultados: Control realizado después que la operación termina.

De acuerdo con el tiempo de práctica:
- Permanente: Control que se ejerce todo el tiempo que dura la actividad de un servicio.
- Intermitente: Control que se ejerce en intervalos regulares, ejemplo, cada 4 horas, e irregulares, ejemplo, cada semana y luego cada mes, etc.

De acuerdo a la relación que existe entre el organismo y quienes ejecutan el control:
- Interno: El control es practicado por funcionarios que pertenecen al propio organismo.
- Externo: El control practicado por personas ajenas al organismo.